# 온누리종합병원
온누리종합병원(영어: Onnuri hospital)은 인천광역시 서구에 있는 종합병원이다.

## 역사
- 2002년 6월 22일 - 병원급 의료기관 개설 허가 및 지역 응급의료 지정기관 인증
- 2002년 6월 24일 - 온누리병원 개원
- 2002년 6월 25일 - 병원 진료 시작
- 2011년 10월 18일 - 종합병원 승격